# Fenómenos de ladera
Los fenómenos de ladera o movimientos de ladera son desplazamientos de masas de tierra o de rocas que se encuentran en pendiente. Se deben a la inestabilidad de los materiales que forman la ladera. Estos desplazamientos se producen en el sentido de la pendiente como consecuencia de la fuerza de la gravedad.

## Tipos
Se pueden diferenciar distintos fenómenos de ladera según el tipo de movimiento por el cual se desplazan los materiales:
- Deslizamientos: Se producen cuando una gran masa de tierra inestable resbala sin perder el contacto sobre otra masa estable a favor de la pendiente. Los deslizamientos pueden ser traslacionales (cuando el desplazamiento tiene lugar sobre una superficie de ruptura plana) o rotacionales (cuando el desplazamiento tienen lugar a lo largo de una superficie de ruptura curva o cóncava).

- Desprendimientos: Es un movimiento rápido y vertical de los materiales debido a que la pendiente es muy inclinada o incluso vertical.

- Movimientos de flujo: Son todos aquellos movimientos de ladera que tienen en común la deformación interna y continua del material y la ausencia de una superficie neta de desplazamiento. Dentro de estos se pueden incluir:
  - Reptación: Es un movimiento muy lento que se da en capas superiores de laderas arcillosas. Está relacionado con procesos de variación de humedad estacionales en el suelo, ya que el agua favorece este fenómeno actuando como lubricante.
  - Solifluxión: Consistente en el desplazamiento masivo y lento del terreno debido a que ha adquirido plasticidad y fluidez, comportándose de forma similar a la de un líquido viscoso.

- Movimientos complejos: Son los movimientos resultantes de la combinación de dos o más tipos de movimientos descritos anteriormente.[1]

## Factores que les afectan
Diversos factores influyen en los movimientos de ladera.
Los principales factores referidos a la estructura de la ladera son la gravedad, la inclinación de la pendiente, la disposición de los estratos de forma paralela a la pendiente y la alternancia de estratos con diferente permeabilidad.
También existen factores externos como el clima de la zona, el uso del suelo por parte del ser humano y la ausencia de vegetación, ya que la vegetación absorbe el agua de lluvia, evita la escorrentía y favorece la sujeción del terreno.
Además existen factores desencadenantes de los fenómenos de ladera como el agua, los terremotos, los procesos erosivos y las acciones antrópicas.

## Medidas de prevención
Los movimientos de ladera suponen un riesgo geológico para la población y sus bienes. Para disminuir las probabilidades de que este riesgo se materialice, es necesario llevar a cabo una serie de medidas preventivas.
Estas medidas se basan principalmente en la utilización de estructuras de ingeniería como protección. Existen dos clases:
- Protección estructural activa: Dentro de la protección activa se encuentran las redes, los muros de contención, las mallas metálicas, los anclajes y cualquier protección que ejerza una acción sobre el elemento inestable para fijarlo.
- Protección estructural pasiva: Engloba a las barreras dinámicas y a cualquier estructura que no evite que se desencadene el suceso pero si lo retenga antes de que llegue a cualquier población amenazada.[2]